# Lago Tangeum

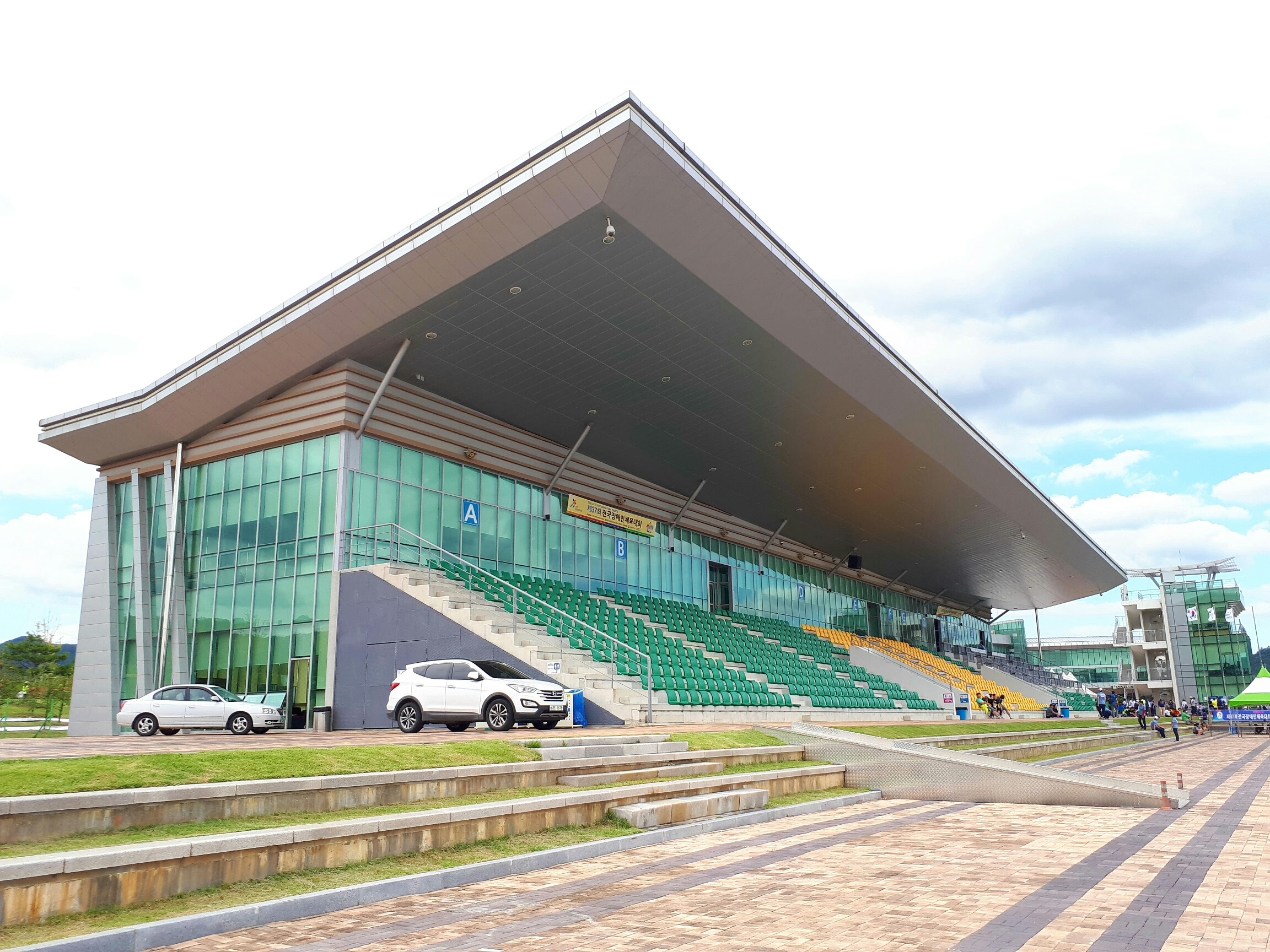
Centro Internacional de Remo do Lago Tangeum

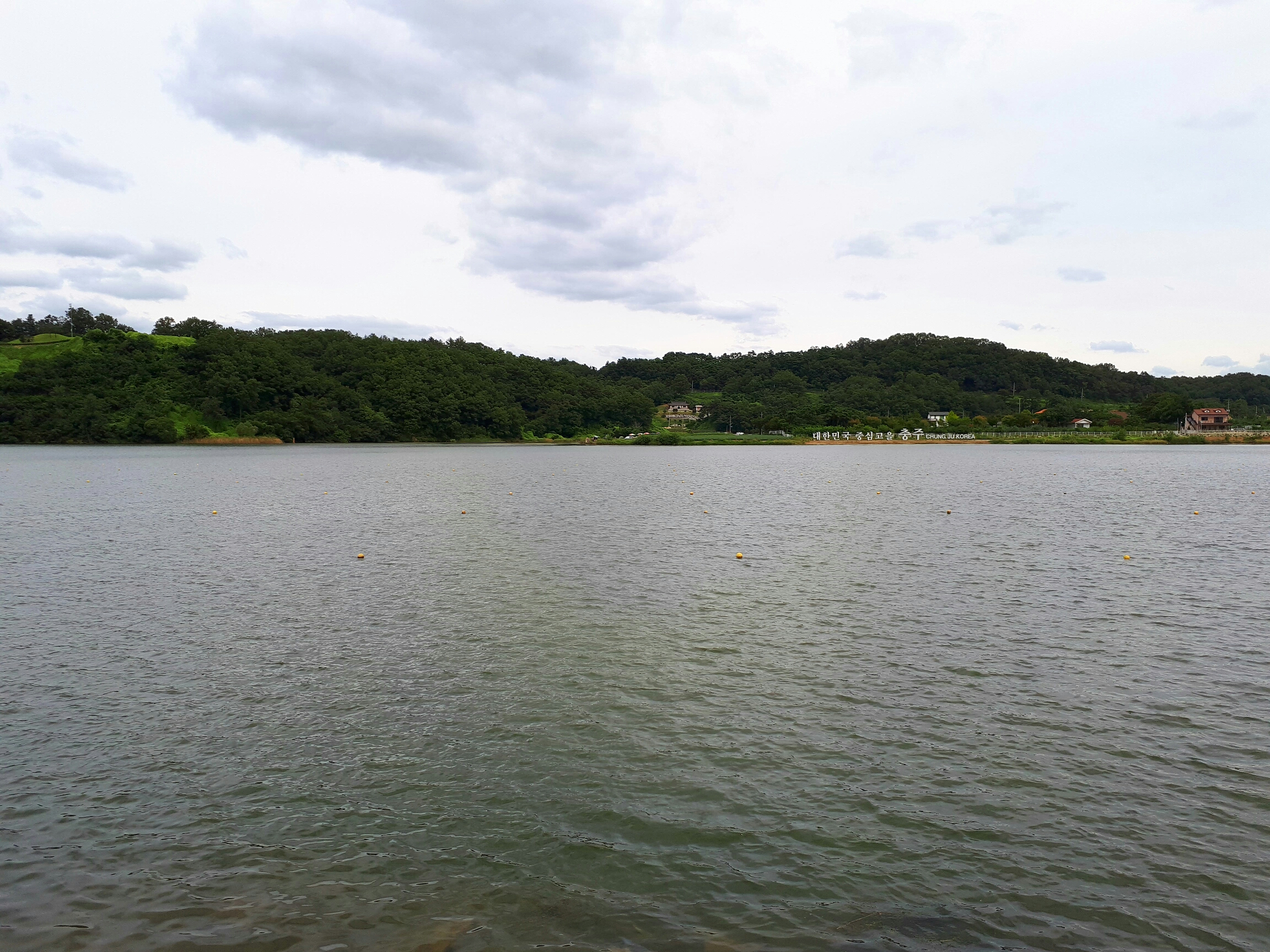
Lago Tangeum

O Lago Tangeum é um lago artificial localizado em Chungju na Coreia do Sul.
O lago está localizado entre a Barragem de Chungju e uma outra barragem que regula o seu fluxo. Existem instalações de lazer, incluindo Parques e locais para práticas esportivas. O lago é cercado por estradas com boas vistas. Em agosto há a prática de desportos aquáticos e apresentações culturais no Palco Riverside, perto do lago. O Rio Fonte está localizado ao lado do região onde fica localizada o palco. Existem também comodidades para pessoas poderem fazer observação de aves.
O lago sediou o Campeonato Mundial de Remo de 2013, entre 25 de agosto – 1 de setembro de 2013.